# 何伯
詹姆斯·霍普爵士（英語：Sir James Hope，1808年3月8日—1881年6月9日），英国海军将领，1879年授英国海军元帅。1859年-1862年任东印度及中国舰队司令，海军少将，参与了第二次鸦片战争和抵抗太平天国的上海保卫战。1859年6月，詹姆斯·霍普爵士在第二次鸦片战争中负重伤。